# Federació Orquestres i Rondalles Pols i Pua de la Comunitat Valenciana
La Federació d'Orquestres i Rondalles de Pols i Pua de la Comunitat Valenciana (abreujat: FOPPCV) és una entitat sense ànim de lucre fundada el 21 de maig de 1995 que agrupa les diferents orquestres, rondalles i agrupacions musicals de corda pinçada del País Valencià.
Els objectius de la federació consisteixen en l'agrupació dels conjunts musicals de corda polsada, la difusió i promoció de la música d'aquest tipus de conjunts, especialment la d'autors valencians; i la defensa dels seus interessos com a col·lectiu. El comitè de patrimoni de la FOPPCV impulsa la declaració de les orquestres de pols i pua i rondalles com a Bé d'Interés Cultural (BIC).
El seu president és Luis Julián García Martínez, de l'Orquestra de Pols i Pua "Celia Giner" d'Alfafar

## Història
La FOPPCV es va constituir el 21 de maig de 1995 a El Campello (L'Alacantí) per fusió i ampliació per adhesió d'altres orquestres existents, quedant integrades en la nova Federació: la Federació Alacantina d'Orquestres de Pols i Pua, amb el nom de 'FEDERACIÓ ALACANTINA DE RONDALLES', la 'FEDERACIÓ VALENCIANA d'ORQUESTRES de POLS i PUA', que va ser creada el 14 d'octubre de 1992 a Alfafar, València. També hi van participars representants d'orquestres de la província de Castelló.